# وليد أبو ملحة
وليد خالد أبو ملحة مواليد 16 يناير 1996 في ، السعودية، هو لاعب كرة قدم سعودي.

## مسيرة اللاعب
لعب سابقاً في نادي الهلال ونادي النهضة ونادي الثقبة ونادي نجران ونادي الروضة.